# Psygmatocerus wagleri
Psygmatocerus wagleri är en skalbaggsart som beskrevs av Perty 1828. Psygmatocerus wagleri ingår i släktet Psygmatocerus och familjen långhorningar.
Artens utbredningsområde är Paraguay. Inga underarter finns listade i Catalogue of Life.